# Miturga splendens
Miturga splendens là một loài nhện trong họ Miturgidae.
Loài này thuộc chi Miturga. Miturga splendens được Vernon Victor Hickman miêu tả năm 1930.